# Lake District
Der Lake District (deutsch „Seenbezirk“) ist einer von fünfzehn Nationalparks des Vereinigten Königreichs. Als erster Nationalpark des Vereinigten Königreichs erhielt er 2017 den Status eines UNESCO-Welterbes. Er liegt in der Grafschaft Cumbria im Nordwesten Englands rund 130 km von Manchester und erstreckt sich über 2172 km². Die Cumbrian Mountains machen einen Großteil der Berg- und Seenlandschaft aus. Alle geographischen Punkte über 3000 Fuß (914,4 m) in England liegen im Lake District, ebenso der größte natürliche See Englands, der Windermere.
Im Volksmund heißt die Gegend oftmals nur „The Lakes“ oder „Lakeland“. Berühmt wurde sie im frühen 19. Jahrhundert durch die Gedichte und Literatur William Wordsworths und anderer „Lake Poets“. Die bedeutendsten Wirtschaftszweige sind die Schafzucht und der Tourismus.

## Geographie

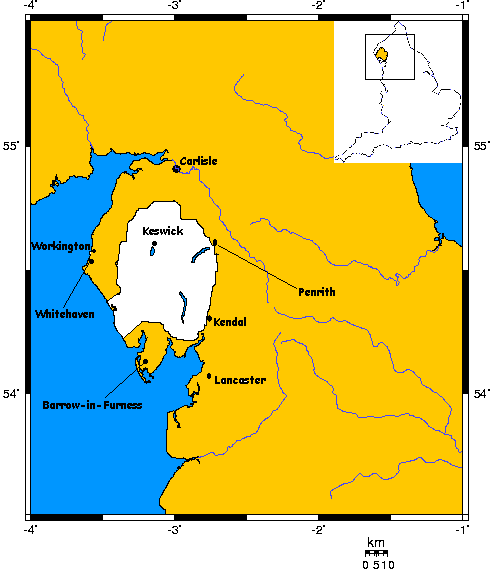
Lage des Lake District

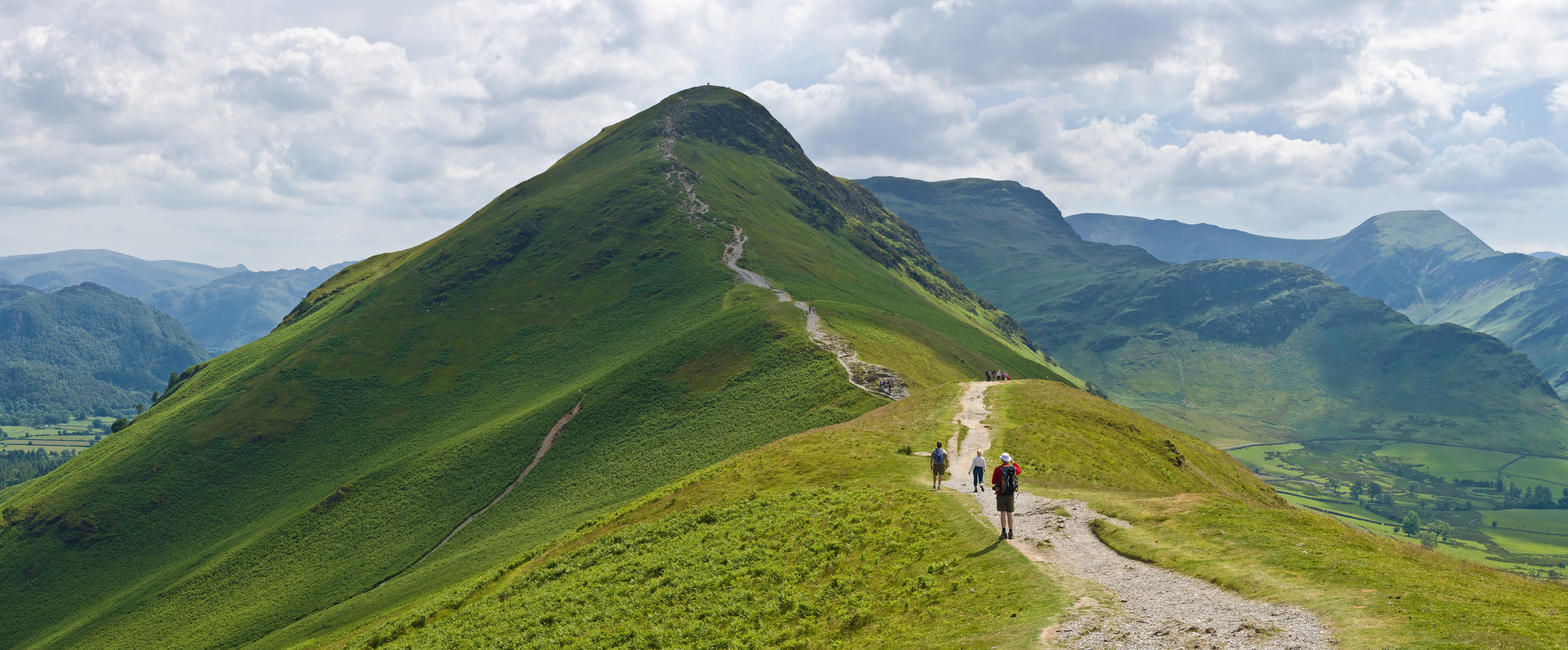
Der 451 Meter hohe Catbells, Blick in Richtung Süden

Der Lake District ist rund 55 km lang und breit (Nord–Süd bzw. West–Ost). Er ist das Ergebnis mehrerer Eiszeiten, vor allem aber der Weichselkaltzeit, die vor rund 15.000 Jahren endete. Das Eis schuf Trogtäler, von denen die meisten Seen aufweisen, die dem Nationalpark seinen Namen geben. In den oberen Regionen liegen zahlreiche Kare, üblicherweise mit kleinen Teichen (tarns). Die höheren Hügelzonen sind felsig, in den unteren liegen ausgedehnte Hochmoore, bedeckt mit Adlerfarn und Besenheide. Unter der Waldgrenze erstrecken sich einheimische Eichenwälder und im 19. Jahrhundert angepflanzte Kiefernwälder. Das Gelände ist aufgrund der starken Niederschläge größtenteils sumpfig. Die Hügel und Berge im Lake District werden allgemein als fell bezeichnet (siehe auch Fjell).
Im Nordwesten liegen die Täler Borrowdale und Buttermere, miteinander verbunden durch den Honister Pass. Diese Region umfasst die Newlands-Fells, bestehend aus Dale Head (753 m) und Catbells (451 m). Im Norden liegen Grasmoor (852 m), Grisedale Pike (791 m) und die Hügel um das Tal von Coledale, im äußersten Nordwesten Thornthwaite Forest und Lord’s Seat. Die Hügel dieser Region bestehen aus Schiefer und besitzen kleine Kare mit Teichen.
Der westliche Teil ist die Gegend zwischen Buttermere und Wasdale, wobei der Sty Head die Spitze eines großen Dreiecks bildet. Das Ennerdale-Tal in der Mitte ist vom High-Stile-Grat (807 m), den Loweswater der Pillar-Gruppe (892 m) und dem Great Gable (892 m) umgeben. Weitere Hügel sind Seatallan (692 m), Haystacks (597 m) und Kirk Fell (802 m). Diese Gegend ist durchwegs steil und felsig. Der Wast Water ist der tiefste See Englands.

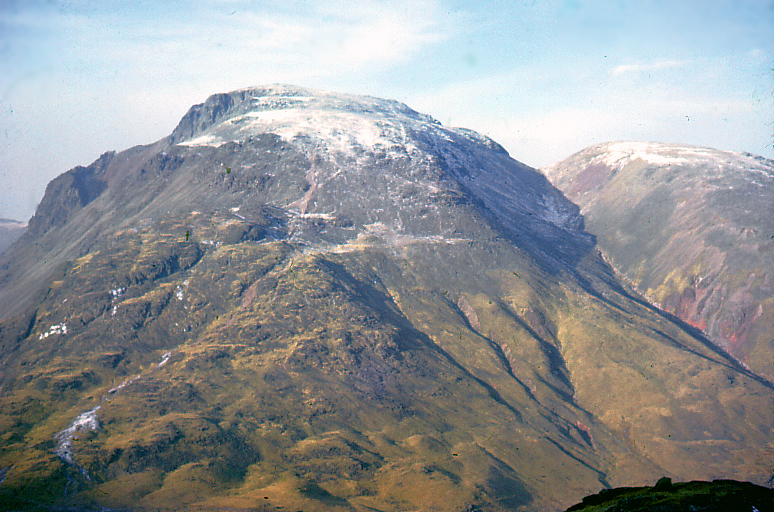
Great Gable

Am tiefsten ist der zentrale Teil. Er besitzt die Form eines langen stiefelförmigen Grates zwischen Loughrigg Fell (335 m) über dem beliebten Touristenort Ambleside und Keswick. Auf der West- bzw. Ostseite liegen die Seen Derwent Water und Thirlmere. Das Tal Great Langdale mit dem High Raise (762 m) ist bei Wanderern sehr beliebt. Der zentrale Grat über den High Seat (608 m) ist besonders sumpfig.
Die östliche Region besteht aus einem Grat in Nord-Süd-Richtung, dem Helvellyn Range. Er erstreckt sich vom Clough Head (726 m) zum Seat Sandal (736 m), wobei der Helvellyn mit 951 m der höchste Berg ist. Die westlichen Hänge dieser Gipfel sind im Allgemeinen mit Gras bedeckt, während die Osthänge von felsigen Talkesseln und Felsspitzen durchzogen sind. Südlich dieses Grates liegt die Fairfield-Gruppe (873 m) mit einer ähnlichen Gestalt. Zwischen den Tälern von Patterdale und Ambleside liegt der Red Screes (776 m). Auf der östlichen Seite von Patterdale liegen die Far Eastern Fells, ein ausgedehntes Hochmoor; High Street (828 m) ist dessen höchster Punkt. Weiter in Richtung Südosten liegt das Hochtal von Kentmere, wo sich der Übergang zu den Pennines befindet.
Der sog. Mittlere Westen (Mid West) ist dreiecksförmig, wobei die Irische See, Borrowdale und Great Langdale die Spitzen bilden. Dort liegen die Wastwater Screes über dem Wasdale, der Glaramara-Grat (783 m) über dem Borrowdale, die drei Hügel Crinkle Crags (859 m), Bowfell (902 m) und Esk Pike (885 m) über dem Tal von Langdale sowie in der Mitte Scafell Pike (978 m), Englands höchster Berg. Sca Fell (963 m), südwestlich des Scafell Pike gelegen, ist nur ein paar Meter weniger hoch, besitzt aber auf seiner Nordseite eine über 200 m hohe Felswand, den Scafell Cragg. Durch diese unberührte Gegend zieht sich das Tal von Eskdale.
An der nördlichen Grenze zu den südwestlichen Hügeln liegen die Pässe Hardknott und Wrynose. Die Passstraßen sind besonders eng und steil, mit scharfen Haarnadelkurven. Durch diese Region verlaufen in Nordost–Südwest-Richtung der Grat Furness Fells, der die Täler Coniston und Duddon Valley voneinander trennt. Auf der gegenüberliegenden Seite von Duddon Valley liegen Harter Fell (649 m) sowie der Grat von Whitfell (573 m) zum Black Combe (600 m) und zum Meer. Im Süden dieser Region liegt das Kirkby Moor.
Die südöstliche Region ist das Gebiet zwischen Coniston Water und Windermere sowie östlich von Windermere. Hier gibt es keine besonders hohen Gipfel, sondern hauptsächlich kleinere Hügel und Kuppen wie Gummer’s How (321 m) und Whitbarrow (215 m). Zwischen den beiden Seen liegt der ausgedehnte Wald Grizedale Forest. Im Südosten liegt die Stadt Kendal, im Südwesten die Morecambe Bay.

## Der Lake District National Park
Der Lake District National Park ist einer von 15 Nationalparks im Vereinigten Königreich und der größte in England. Er umfasste ursprünglich 2.292 Quadratkilometer der Grafschaft Cumbria. Er wurde 2016 um 27 km² ausgeweitet und umfasst nun auch Gebiete vom Birkbeck Fells Common zum Whinfell Common und von Helsington Barrows zum Sizergh Fell, Gebiete nördlich von Sizergh Castle und Teile des Lyth Tals. Im Park gibt es 275 geschützte Denkmäler, 1.741 Einträge in die Liste der rund 2.000 denkmalgeschützten Gebäude und Strukturen, 21 Conservation Areas, neun registrierte Parks und Gärten und den Westteil des Hadrianswalls, ein Weltkulturerbe.

### Berge

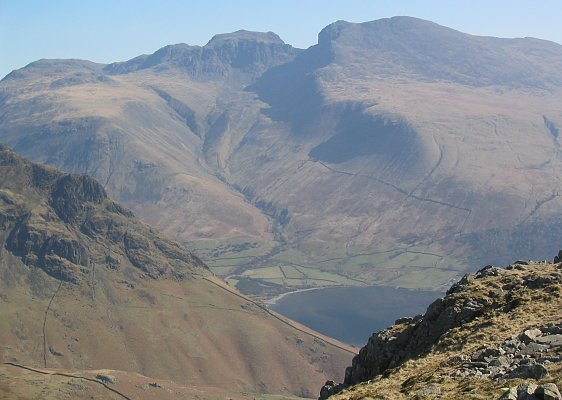
Das Scafell-Massiv

Die elf höchsten Berge der Cumbrian Mountains resp. des Lake Districts:
- Scafell Pike (978 m)
- Sca Fell (964 m)
- Helvellyn (950 m)
- Skiddaw (931 m)
- Great End (910 m)
- Bowfell (902 m)
- Great Gable (899 m)
- Pillar (892 m)
- Nethermost Pike (891 m)
- Catstye Cam (890 m)
- Esk Pike (885 m)

Viele Berge des Lake Districts werden als Wainwrights nach dem Autor Alfred Wainwright bezeichnet, der eine Reihe populärer Wanderführer über den Lake District geschrieben hat.

### Seen

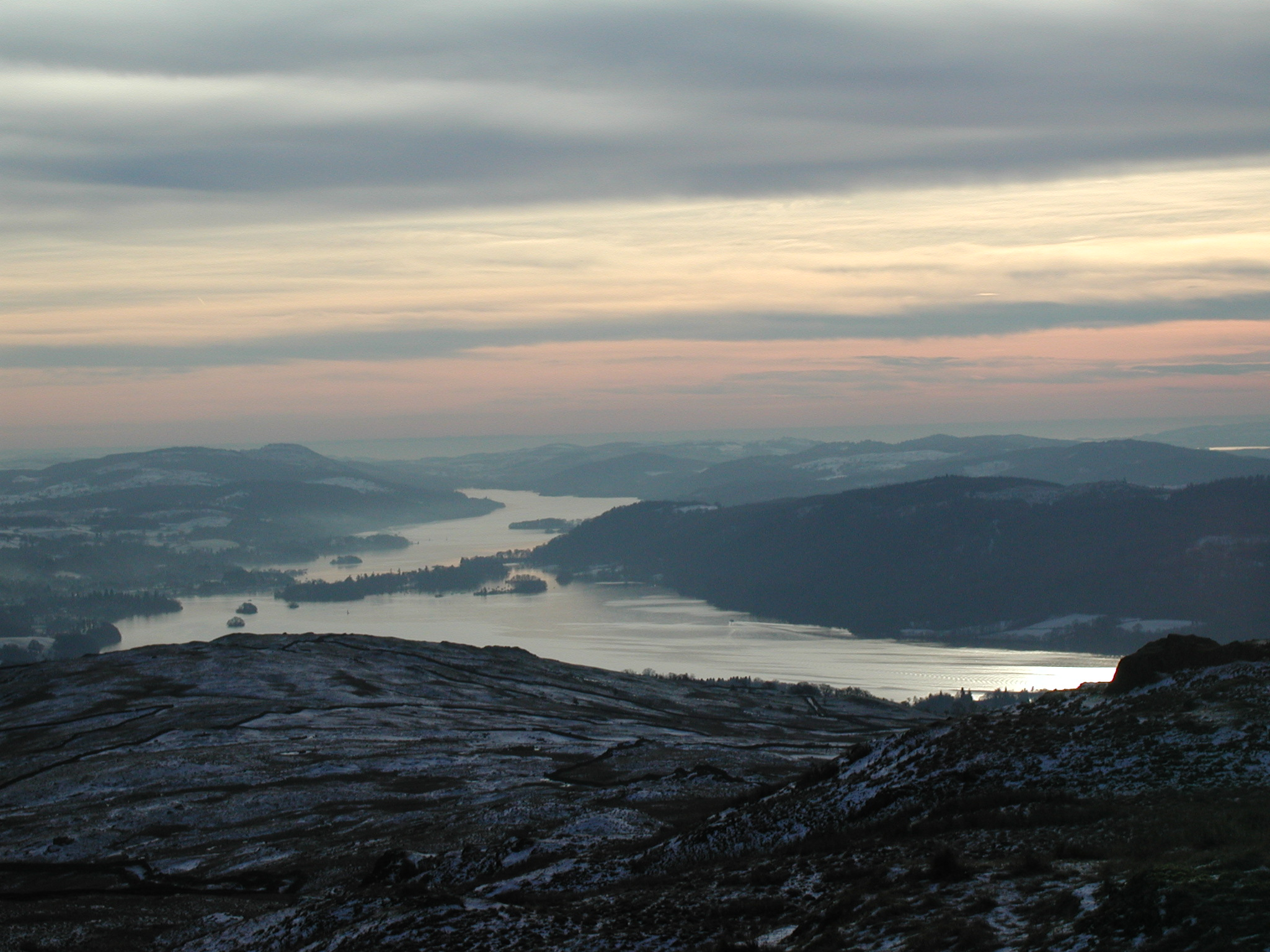
Windermere

Trotz der Bezeichnung Lake District gibt es nur einen See im Nationalpark mit dem Zusatz Lake, den Bassenthwaite Lake. Abgesehen vom Innominate Tarn, enden alle anderen auf -water oder -mere. Für kleine Seen und Teiche ist auch die Bezeichnung tarn üblich.
- Bassenthwaite Lake
- Buttermere
- Coniston Water
- Crummock Water
- Derwent Water
- Ennerdale Water
- Esthwaite Water
- Haweswater Reservoir
- Hayeswater
- Innominate Tarn
- Loweswater
- Rydal Water
- Thirlmere
- Ullswater
- Wast Water
- Windermere

Es soll insgesamt rund 1000 Seen der unterschiedlichsten Größe im Lake District geben.

## Geologie
Die Geologie des Lake District ist komplex, aber gut erforscht. Die ältesten Gesteine sind die Schieferschichten von Skiddaw und die vulkanischen Schichten von Borrowdale. Diese reichen bis ins Ordovizium vor rund 500 Millionen Jahren zurück. Die Skiddaw-Schieferschichten befinden sich am Nordrand des Nationalparks und waren wahrscheinlich Ablagerungen in einem flachen Meer; ihre Dicke ist unbekannt. Die höchsten Berge des Lake District bestehen aus den vulkanischen Borrowdale-Gesteinen, die weitgehend gegen Erosion resistent sind. Spätere Intrusionen führten dazu, dass an einigen Stellen magmatisches Gestein an die Oberfläche getreten ist. Die andere bedeutende Felsformation ist die Windermere-Gruppe aus der Silurzeit, bestehend aus Sandstein, das auf älterem Vulkangestein ruht.

## Klima

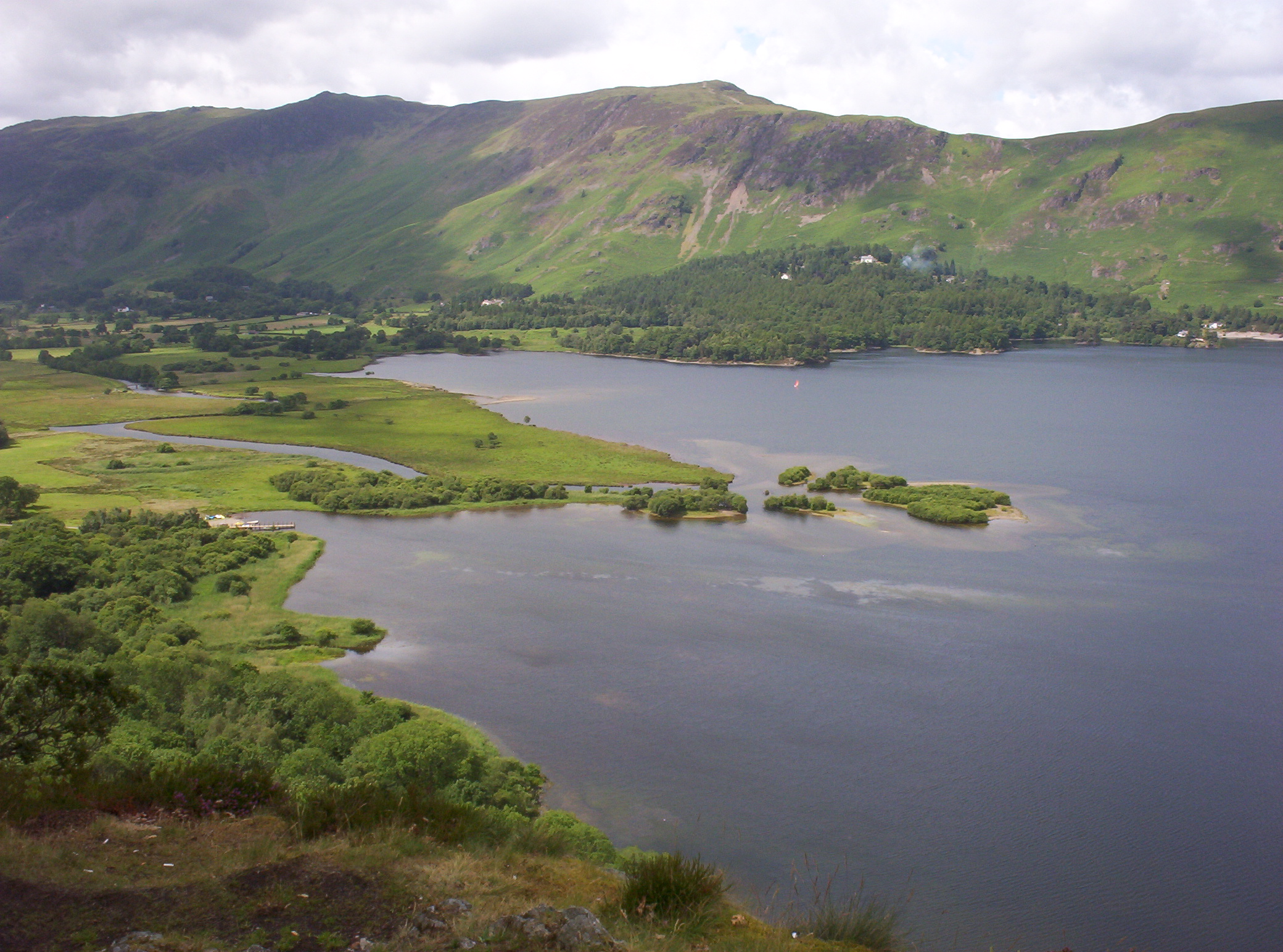
Das Borrowdale mit dem südlichen Ende des Derwent Water

Die dem Meer zugewandte Lage des Lake District sowie seine gebirgige Form haben zur Folge, dass diese Region die feuchteste in ganz England ist. Die durchschnittliche Niederschlagsmenge beträgt 2000 mm pro Jahr, wobei es jedoch bedeutende lokale Unterschiede gibt. Seathwaite im Borrowdale ist mit über 5000 mm pro Jahr die feuchteste besiedelte Gegend der Britischen Inseln. Das am Ende des Borrowdale gelegene Keswick hingegen erhält jährlich nur 1470 mm Niederschlag und Penrith, knapp außerhalb des Lake District gelegen, sogar nur 870 mm. Die trockensten Monate sind März bis Juni, die feuchtesten Oktober bis Januar (der Unterschied ist jedoch nur geringfügig).
Der Lake District ist auch eine sehr windige Gegend. In den geschützten Tälern treten an durchschnittlich fünf Tagen pro Jahr Starkwinde auf, an der Küste 20 Tage. Auf den Berggipfeln können an bis zu 100 Tagen Starkwinde auftreten. Das gemäßigte Klima führt dazu, dass die Temperaturen im Lake District das Jahr hindurch nur wenig schwanken. Die mittleren Temperaturen in den Tälern reichen von 3 °C im Januar bis 15 °C im Juli (zum Vergleich das auf demselben Breitengrad liegende Moskau, zwischen −10 °C und 19 °C). Schnee kann zwischen November und April fallen, der Gipfel des Helvellyn ist durchschnittlich während 67 Tagen pro Jahr schneebedeckt. In den Tälern bleibt der Schnee durchschnittlich während 20 Tagen liegen. Auf den Gipfeln ist Nebel während des ganzen Jahres üblich, wodurch die tägliche Sonnenscheindauer nur 2,5 Stunden beträgt (4,1 Stunden an den Küstenebenen).

## Fauna und Flora

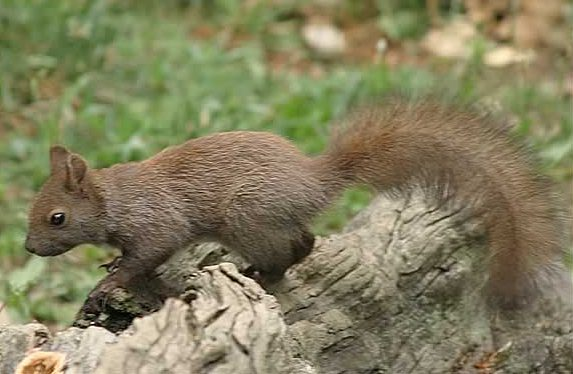
Europäisches Eichhörnchen

Die Fauna und Flora der Region ist sehr reichhaltig, einige Arten sind endemisch. Der Lake District ist eines der letzten Rückzugsgebiete der Eurasischen Eichhörnchen, die auf der übrigen Insel von den nordamerikanischen Grauhörnchen verdrängt wurden. Zu finden sind auch Kolonien mit Sonnentau. Das einzige Steinadlerpaar Englands lebt im Lake District. Rotwild besiedelt die Hügel und Täler des Lake District.
In den Seen leben drei seltene und bedrohte Fischarten: die Kleine Maräne (Coregonus albula) (nur im Bassenthwaite Lake und im Derwent Water), der Schelly (Coregonus stigmaticus) (nur in Brothers Water, Haweswater, Red Tarn und Ullswater) und der Seesaibling (Buttermere, Coniston Water, Crummock Water, Ennerdale Water, Haweswater, Loweswater, Thirlmere, Wastwater und Windermere). Die Environment Agency hat im Juli 2002 neue Verordnungen bezüglich der Fischerei erlassen, um die seltenen Arten zu schützen. So ist beispielsweise das Verwenden lebender Fische als Köder verboten (oder als toter Köder in 14 Seen des Lake District). Angler, die sich nicht an die Verordnungen halten, müssen mit Bußen bis zu 2500 £ rechnen. Die 14 betroffenen Seen sind Bassenthwaite Lake, Brothers Water, Buttermere, Coniston Water, Crummock Water, Derwent Water, Ennerdale Water, Haweswater, Loweswater, Red Tarn, Thirlmere, Ullswater, Wastwater und Windermere.

## Industrie und Landwirtschaft

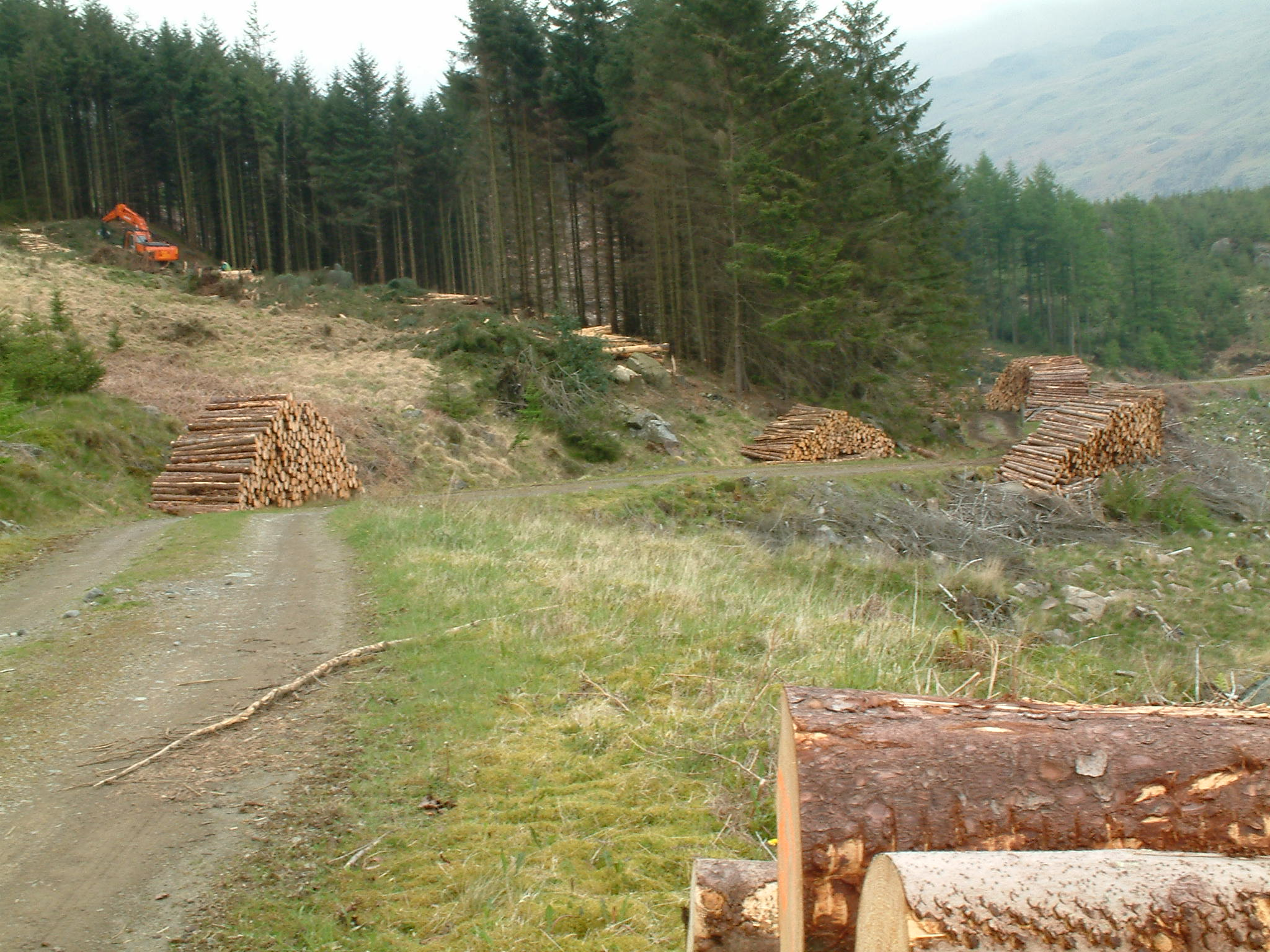
Forstwirtschaft am Harter Fell

Während der Jungsteinzeit war der Lake District ein bedeutender Herstellungsort von Steinäxten, wie zahlreiche Funde in ganz Großbritannien beweisen. Der wichtigste Fundort an den Hängen der Langdale Pikes wird manchmal auch als „Steinaxtfabrik“ bezeichnet. Einige der ältesten Steinkreise Englands stehen mit diesem Gewerbe in Verbindung.
Seit der Römerzeit ist die Landwirtschaft der vorherrschende Erwerbszweig, vor allem die Schafzucht. Die Schafe, die am ehesten mit der Region in Verbindung gebracht werden, gehören der zähen Herdwick-Rasse an, auch Rough-Fell- und Swaledale-Schafe sind verbreitet. Die Schafzucht ist nicht nur für die Wirtschaft der Region wichtig, sondern auch für den Erhalt der Kulturlandschaft, die von den Besuchern geschätzt wird. Dazu gehört auch der Bau von Trockenmauern. An einigen Stellen gibt es auch Silage- und Milchproduktion. Für die Forstwirtschaft von Bedeutung sind die nichteinheimischen Kiefernwälder. Im Jahr 2001 war die Gegend besonders stark von der Maul- und Klauenseuche betroffen. Tausende von Schafen mussten gekeult werden.
Vor allem vom 16. bis zum 19. Jahrhundert war der Bergbau im Lake District bedeutend. Abgebaut wurden Kupfer, Blei (häufig durchsetzt von Silber), Baryt, Graphit und Schiefer. Das Unterholz der Wälder wurde genutzt, um Holzkohle herzustellen. Einige Schiefersteinbrüche sind noch in Betrieb, beispielsweise am Honister Pass. In der gesamten Region gibt es an den Berghängen verlassene Minen. Der Abbau von Graphit hatte die Bildung einer Bleistift-Industrie zur Folge, insbesondere um Keswick. Mitte des 19. Jahrhunderts stammte die Hälfte der weltweit produzierten Spulen für die Textilindustrie aus dem Lake District. Seit dem 20. Jahrhundert ist jedoch der Tourismus der bedeutendste Wirtschaftszweig.

## Entwicklung des Tourismus

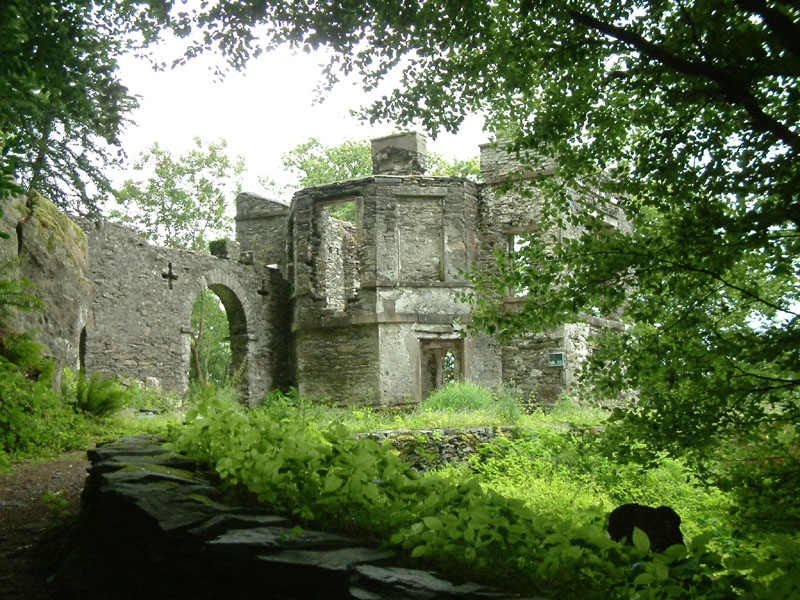
Claife Station am Westufer des Windermere

Zu den frühesten Besuchern des Lake District, die zu Studienzwecken und zum Vergnügen hierher reisten, gehört Celia Fiennes, die 1698 eine Reise durch ganz England unternahm. Dabei ritt sie durch Kendal und über den Kirkstone Pass ins Patterdale. Ihre Erfahrungen und Eindrücke hielt sie im Buch Great Journey to Newcastle and Cornwall fest.
1724 veröffentlichte Daniel Defoe den ersten Band von A Tour Thro' the Whole Island of Great Britain. Über Westmorland schrieb er:
“[…] the wildest, most barren and frightful of any that I have passed over in England, or even Wales itself; the west side, which borders on Cumberland, is indeed bounded by a chain of almost unpassable mountains which, in the language of the country, are called fells.”
(„[…] die wildeste, kahlste und furchterregendste Gegend, die ich in England oder sogar in Wales durchquert habe; die Westseite, die an Cumberland grenzt, wird wahrhaftig von einer Kette beinahe unpassierbarer Berge begrenzt, die in der Sprache des Landes als Fells bezeichnet werden.“)
Gegen Ende des 18. Jahrhunderts stieg die Beliebtheit der Gegend bei Reisenden an. Die Hauptursache waren anhaltende Kriege in Kontinentaleuropa, was die Möglichkeit von Reisen dorthin einschränkte. 1778 schrieb Pfarrer Thomas West A Guide to the Lakes, was die Ära des Tourismus einläutete. West listete „Stationen“ auf: Punkte, von denen aus Touristen die beste Aussicht auf die Landschaft genießen konnten. An einigen dieser Stellen wurden Gebäude errichtet, damit die Besucher mehr Zeit hatten, die Schönheit der Landschaft zu würdigen und ihren Sinn für Ästhetik zu entwickeln. Die Überreste der Claife Station (am Westufer des Windermere unterhalb von Claife Heights) können heute besichtigt werden.
William Wordsworth schrieb 1810 seinen Guide to the Lakes, der 1835 bereits in der fünften Auflage veröffentlicht wurde und nun A Guide through the District of the Lakes in the North of England (ein Führer durch den Bezirk der Seen im Norden Englands) hieß. Dieses Buch trug entscheidend dazu bei, die Region bekannt zu machen. Wordsworths Lieblingstal war Duddon Valley im Südwesten. Der bekannte Autor und Dichter Norman Nicholson kam aus dieser Gegend; der letzte der Lake Poets lebte im Dorf Millom und schrieb über seine Heimat.

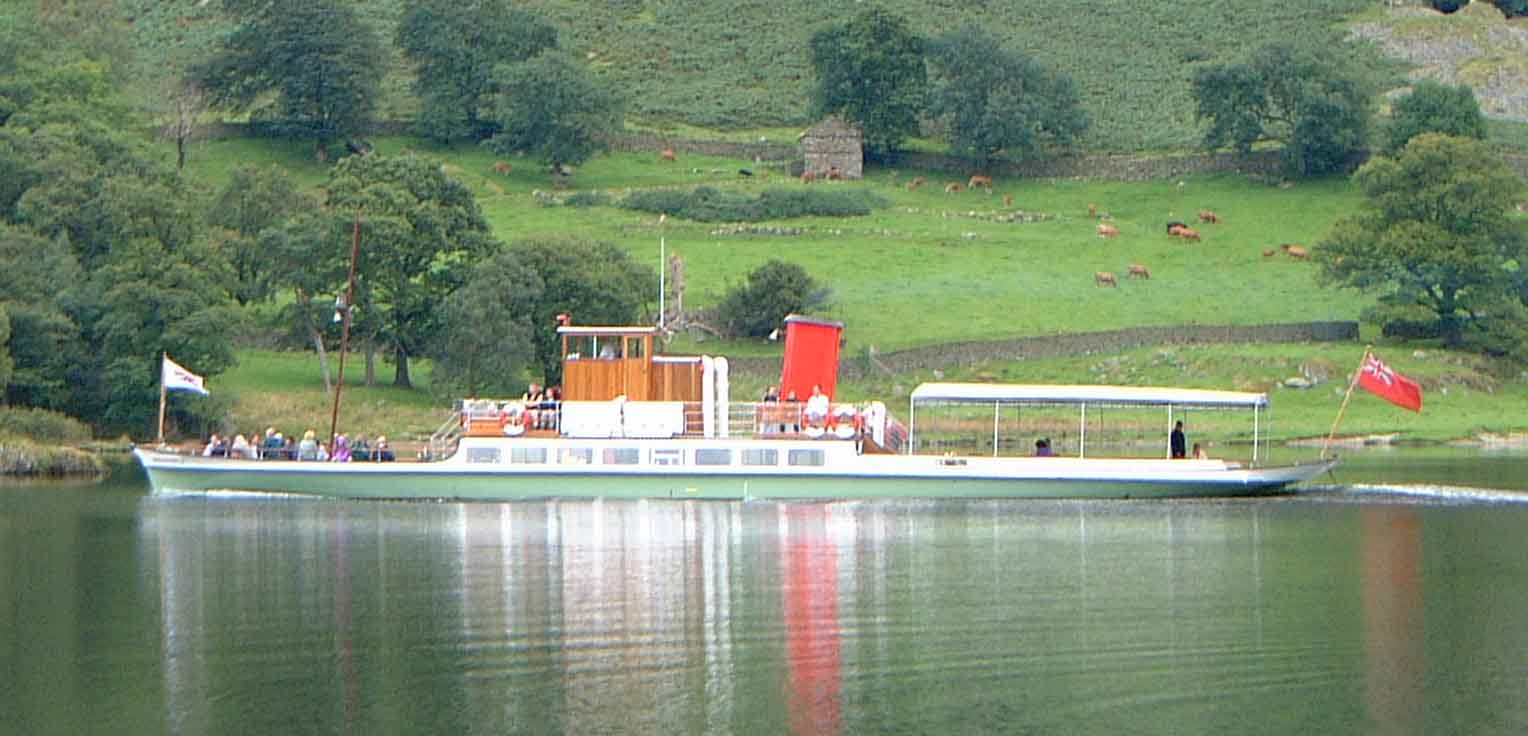
Ein Dampfschiff auf dem Ullswater

Der Bau von Eisenbahnen führte zu einer weiteren Expansion des Tourismus. Die Kendal and Windermere Railway war die erste, die den Lake District erreichte. Die Strecke zwischen Oxenholme und Kendal wurde 1846 eröffnet, der Abschnitt nach Windermere im Jahr 1847. Die Strecke nach Coniston im Süden wurde 1848 eröffnet, jene von Penrith über Keswick nach Cockermouth 1865. Als letzte folgte 1869 die Strecke nach Lakeside. Die Bahnen waren ursprünglich gebaut worden, um die im Lake District geförderten Bodenschätze wegtransportieren zu können, doch dienten sie bald hauptsächlich dem Tourismus. Als Ergänzung zu den Bahnen verkehrten auf den Seen Ullswater, Windermere, Coniston Water und Derwent Water Dampfschiffe.
Die Zahl der Touristen stieg auch im Zeitalter der Automobile an, als die meisten Eisenbahnlinien geschlossen wurden. Die Gründung des Nationalparks im Jahr 1951 erfolgte, um die Umwelt im Lake District vor exzessiver wirtschaftlicher Ausbeutung zu schützen und die Landschaft zu erhalten, ohne jedoch die Rechte der Besucher einzuschränken (jedenfalls vorläufig). Der Motorway M6, der am östlichen Rand des Lake District vorbeiführt, erhöhte die Zugänglichkeit weiter.

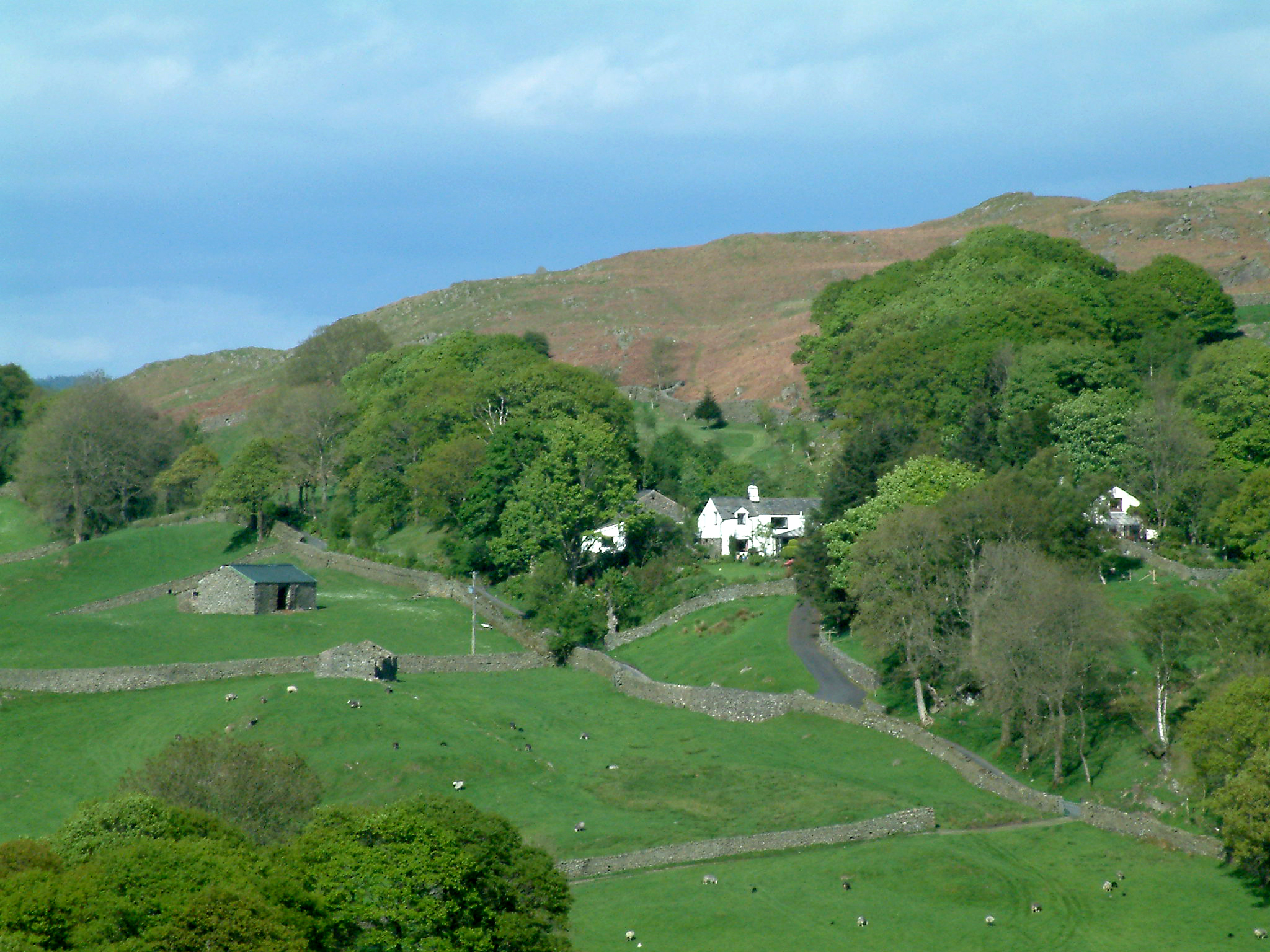
Typische Landschaft im Lake District

Zur Beliebtheit der Region trug auch Pictorial Guide to the Lakeland Fells von Alfred Wainwright bei. Diese erstmals in den 1950er Jahren veröffentlichten Reiseführer lieferten Informationen über 214 Gipfel in der Region, mit sorgfältig von Hand gezeichneten Karten und Panoramen sowie mit Geschichten aus der Region. Noch heute werden diese Bücher von vielen Besuchern genutzt, die möglichst alle dieser Wainwrights erklimmen wollen.
Die lokale Wirtschaft ist heute vom Tourismus abhängig. Jährlich besuchen etwa 14 Millionen Touristen die Gegend. Die Dampfschiffe auf dem Windermere sind die zweitbeliebteste kostenpflichtige Touristenattraktion des Vereinigten Königreiches. Eine negative Auswirkung des Tourismus ist die Erosion des Bodens, verursacht durch den Massenandrang von Wanderern. Auf dem Windermere wurde im Jahr 2000 für Boote eine Geschwindigkeitsbeschränkung von 11 Knoten (18,5 km/h) eingeführt. Dieser Schritt wird von vielen, unter anderem der Nationalparkbehörde, begrüßt, da damit ein Weg zurück zur ruhigen Natur des Sees beschritten wird und der See gleichzeitig an Attraktivität für mehr Besucher gewinnt. Im Jahr 2006 mussten aus Kostengründen einige Touristeninformationszentren geschlossen werden.

## Einfluss auf die Literatur

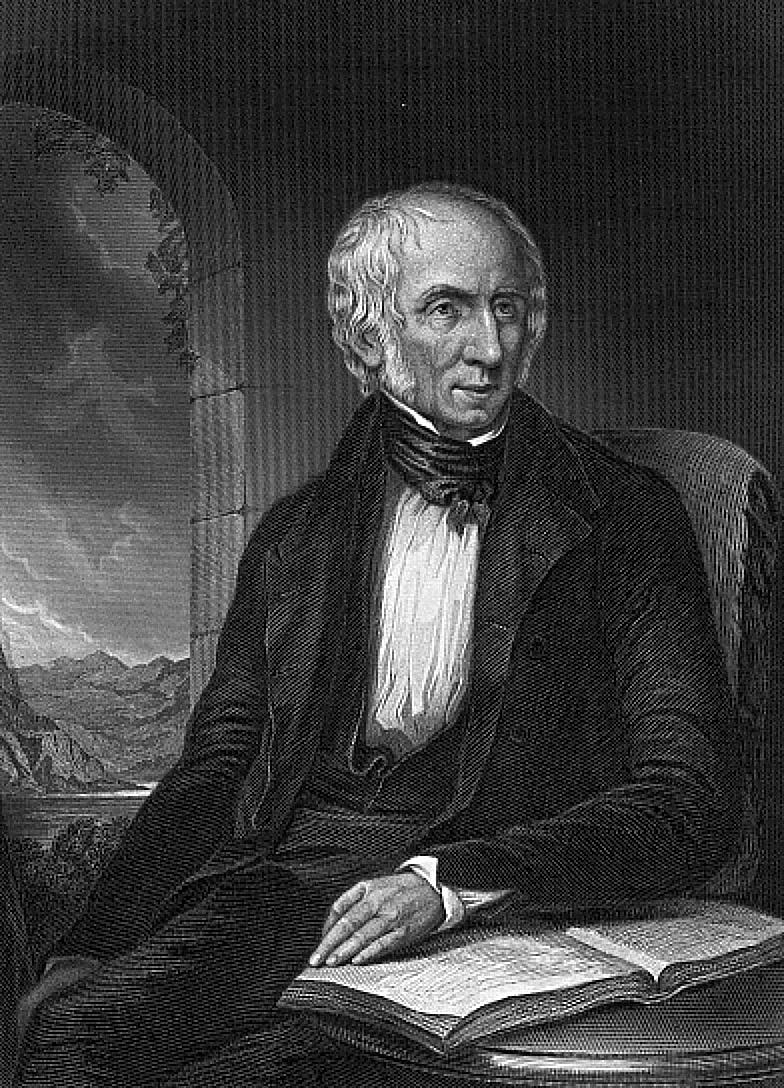
Untrennbar mit dem Lake District verbunden ist das literarische Werk von William Wordsworth.

Der Lake District ist eng mit der englischen Literatur des 18. und 19. Jahrhunderts verbunden. Thomas Gray war 1769 der erste, der die Region bekannt machte, als er einen Bericht über seine Grand Tour schrieb. Viel bekannter und einflussreicher sind jedoch die Werke von William Wordsworth. Sein Gedicht I Wandered Lonely as a Cloud, inspiriert durch den Anblick von Narzissen an den Ufern des Ullswater, gilt als eines der berühmtesten in englischer Sprache. Sechzig seiner achtzig Lebensjahre verbrachte er in dieser Region, zuerst als Schüler in Hawkshead, später in Grasmere (1799–1813) und Rydal Mount (1813–1850).
Wordsworth und seine Frau liegen auf dem Friedhof von Grasmere begraben, sehr nahe bei Hartley Coleridge, der viele Jahre in Keswick, Ambleside und Grasmere lebte. Auch sein Vater Samuel Taylor Coleridge lebte einige Jahre in Keswick. Wordsworths Freund Robert Southey lebte von 1803 bis 1843 ebenfalls in Keswick und liegt auf dem Friedhof von Crosthwaite begraben. John Wilson war von 1807 bis 1815 Einwohner von Windermere. Thomas De Quincey verbrachte einen Großteil der Jahre 1809 bis 1828 in Grasmere, im ersten Haus, das Wordsworth bewohnt hatte. In Ambleside und Umgebung lebten Thomas Arnold und Harriet Martineau. Am Ufer des Coniston Water verbrachte John Ruskin seine letzten Lebensjahre.
Zu diesen Einwohnern und Einheimischen des Lake District kommen noch zahlreiche andere Dichter und Autoren hinzu, die der Gegend einen Besuch abstatteten oder mit den oben Genannten freundschaftlich verbunden waren. Dazu gehören Norman Nicholson, Percy Bysshe Shelley, Walter Scott, Nathaniel Hawthorne, Arthur Hugh Clough, Henry Crabb Robinson, Thomas Carlyle, John Keats, Alfred Tennyson, Matthew Arnold, Felicia Hemans und Gerald Massey.
Während des frühen 20. Jahrhunderts wohnte die beliebte Kinderbuchautorin Beatrix Potter auf der Hill Top Farm. Viele ihrer Geschichten um Peter Rabbit spielen im Lake District. Um die Landschaft vor der Zerstörung durch den Tourismus zu schützen, kaufte sie Farmen auf, die sie weiter bewirtschaften ließ und schließlich dem National Trust  vermachte – insgesamt mehr als 16 km². Ihr Haus ist vor allem bei japanischen Touristen eine beliebte Sehenswürdigkeit. Ihr Leben wurde 2006 unter dem Titel Miss Potter verfilmt, mit Renée Zellweger in der Titelrolle. Etwa zur selben Zeit wie Potter lebten auch Hugh Walpole und Arthur Ransome im Lake District.